# Sonja Lang
Sonja Lang (anteriormente conocida como Sonja Elen Kisa; Moncton, Nuevo Brunswick, 1 de noviembre de 1978) es una lingüista y traductora canadiense conocida por haber creado el Toki Pona, una lengua construida minimalista.

## Biografía
Lang nació y creció en Moncton, Nuevo Brunswick. Creció en una familia bilingüe; su madre hablaba francés y su padre hablaba inglés. Durante y después de su paso por el instituto, se hizo hablante fluida de cinco idiomas, incluyendo el Esperanto. Más tarde declaró que el Esperanto fue su inspiración para crear idiomas construidos.
Lang trabajó para una agencia de comunicaciones por unos años, ofreciendo servicios de traducción. También impartió clases de francés en un colegio universitario. Además, trabajó en ciberseguridad y como intérprete para el Consejo de Europa.
Actualmente reside en Toronto.

### Creación del Toki Pona
En 2001, Lang sufría depresión y como manera para simplificar sus pensamientos, desarrolló el Toki Pona, una lengua oligoaislante construida. Lang declaró que su idioma, con solo 120 palabras, incitaría a la gente a reflexionar e incitaría pensamientos más positivos, de acuerdo con la hipótesis de Sapir–Whorf. El toki pona también fue inspirado en parte por la filosofía Taoísta. En 2001 una versión primeriza del toki pona fue publicada, y rápidamente ganó cierta popularidad. En 2014, Lang publicó un libro sobre el idioma, Toki Pona: el idioma del bien. Fue seguido por una edición en francés en 2016 y una en alemán en 2021.
En 2021, Lang publicó un segundo libro sobre el toki pona, Diccionario del Toki Pona, el cual incluye palabras adicionales inventadas por la comunidad de hablantes en el servidor oficial de Discord, del que Lang es miembro.